# The Big One for One Drop 2023
Das Big One for One Drop 2023 war die fünfte Austragung dieses Pokerturniers. Es wurde vom 18. bis 20. Dezember 2023 im Wynn Las Vegas ausgespielt und war mit seinem Buy-in von einer Million US-Dollar das teuerste Pokerturnier des Jahres 2023.

## Struktur

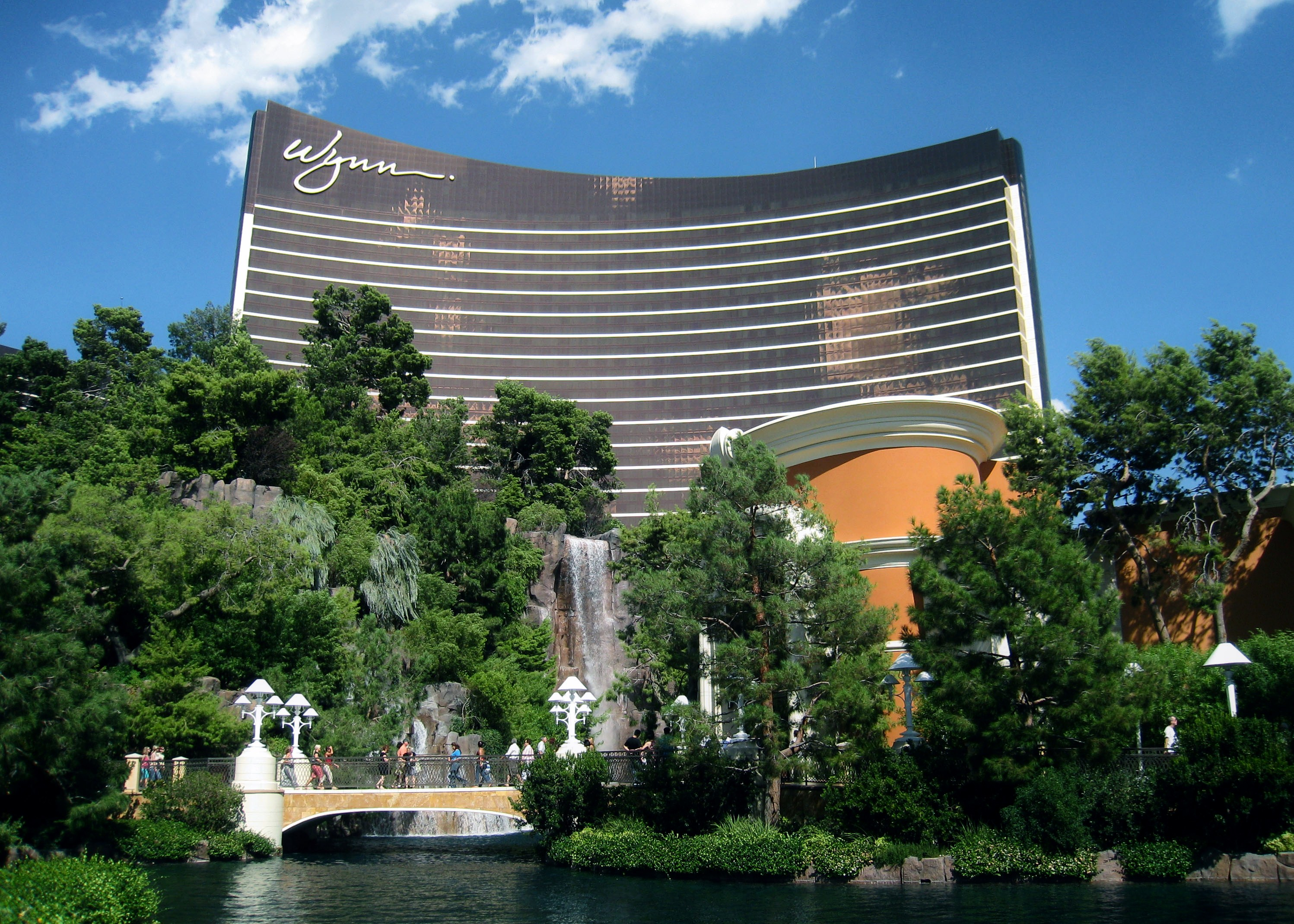
Das Wynn Las Vegas (2008)

Das Turnier in der Variante No Limit Hold’em stand auf dem Turnierplan der WPT World Championship im Wynn Las Vegas. Es fand vom 18. bis 20. Dezember 2023 statt. Das Buy-in lag bei einer Million US-Dollar, wovon 60.000 US-Dollar an Guy Lalibertés One Drop Foundation gingen, die sich für bedingungslosen Zugang zu sauberem Trinkwasser in Krisengebieten einsetzt.

## Teilnehmer
Die folgenden 17 Spieler nahmen teil:
- Mikita Badsjakouski
- Chris Brewer
- Stephen Chidwick
- Matthias Eibinger
- David Einhorn
- Isaac Haxton
- Fedor Holz
- Phil Ivey
- Martin Kabrhel
- Jason Koon
- Adrián Mateos
- Mario Mosböck
- Nick Petrangelo
- Rick Salomon
- Talal Shakerchi
- Dan Smith
- Santhosh Suvarna

## Ergebnisse

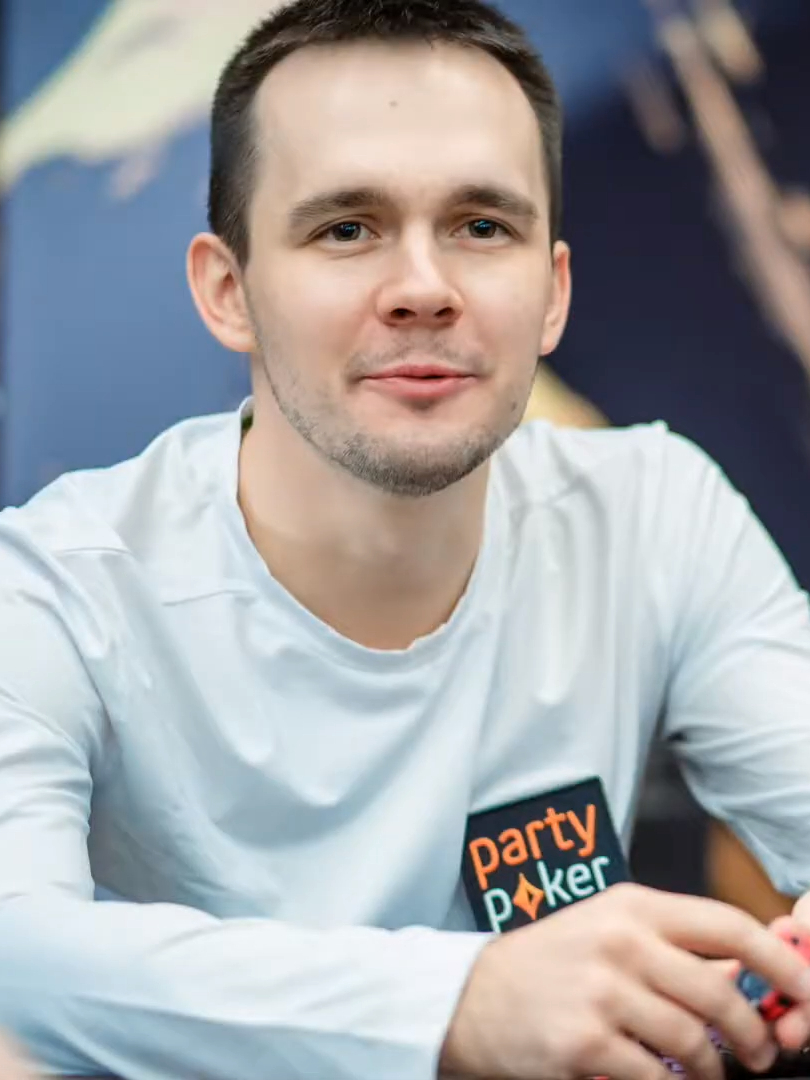
Mikita Badsjakouski (2020)

Die 17 Teilnehmer generierten einen Preispool von knapp 16 Millionen US-Dollar. Alle Spieler starteten mit einer Million Chips. Nach dem ersten Turniertag verblieben noch 14 Spieler im Event. Dan Smith beendete den Tag mit rund 3,7 Millionen Chips und war damit deutlicher Chipleader. Der zweite Tag wurde bis zum Erreichen des Finaltischs mit 6 verbliebenen Spielern gespielt. Nach wie vor stand Smith mit knapp 5 Millionen Chips an der Spitze des Feldes. Am finalen Turniertag wurden nach dem Ausscheiden von Santhosh Suvarna und Nick Petrangelo die Preisgeldränge erreicht. Isaac Haxton belegte anschließend den vierten Platz und Smith – wie schon 2018 – Platz 3. Ins finale Heads-Up ging Mario Mosböck daraufhin mit einer 2:1-Führung gegenüber Mikita Badsjakouski. Der Belarusse drehte das Spiel anschließend zu seinen Gunsten und sicherte sich die Siegprämie von mehr als 7 Millionen US-Dollar.
| Platz | Herkunft           | Spieler             | Preisgeld (in $) |
| ----- | ------------------ | ------------------- | ---------------- |
| 1     | Belarus            | Mikita Badsjakouski | 7.114.500        |
| 2     | Osterreich         | Mario Mosböck       | 4.663.950        |
| 3     | Vereinigte Staaten | Dan Smith           | 2.806.750        |
| 4     | Vereinigte Staaten | Isaac Haxton        | 1.224.800        |